# Godętowo
Godętowo (kaszb. Gòdãtòwò) – osada kaszubska w Polsce położona w województwie pomorskim, w powiecie wejherowskim, w gminie Łęczyce. Miejscowość jest częścią sołectwa Łęczyce.
Według danych na dzień 23 października 2019 roku wieś zamieszkiwało 179 mieszkańców. 

## Położenie
Miejscowość znajduje się na lewym brzegu Pradoliny rzeki Łeby na styku z Pojezierzem Kaszubskim, przy drodze krajowej nr 6. Wieś położona jest przy linii kolejowej Gdańsk – Stargard, ze stacją Godętowo. Kolejowy ruch pasażerski obsługiwany jest przez trójmiejską SKM. Najbliżej położonym miastem jest Lębork, wieś znajduje się na wschód od tego miasta.

## Historia
Według dostępnych informacji miejscowość po raz pierwszy wymieniana jest w 1284 roku.
Do 1918 wieś Godętowo znajdowała się pod administracją zaboru pruskiego. Po I wojnie światowej miejscowość pozostała po niemieckiej stronie granicy. Obowiązująca do 1935 oficjalna nazwa miejscowości Goddentow została przez nazistowskich propagandystów niemieckich zweryfikowana jako zbyt kaszubska lub nawet polska i w 1936 (w ramach odkaszubiania i odpolszczania nazewnictwa niemieckiego Lebensraumu) przemianowana na nowo wymyśloną i bardziej niemiecką – Gotendorf.
W dniach 18-26 września 1939 na stacji stał pociąg "Amerika" Adolfa Hitlera, który w tym czasie przebywał m.in. w sopockim Grand Hotelu.
W 1945 roku SS-mani rozstrzelali w tej miejscowości grupę około 100 więźniów obozu Stutthof
Dnia 15 marca 1947 roku nazwa miejscowości została zmieniona z Goddentow na Godętowo.
Pomiędzy 1945-1954 miejscowość administracyjnie należała do województwa gdańskiego, powiatu lęborskiego, gminy Rozłazino. W tym czasie miejscowość była siedzibą gromady/sołectwa Godętowo, w skład którego wchodziły: Dąbrówka Wielka, Godętowo, Węgornia, Wielistowo.
Po zniesieniu gmin i pozostawienie w ich miejscu gromad, w latach 1957-1975 miejscowość administracyjnie należała do województwa gdańskiego, powiatu lęborskiego. Wtedy też gromada Godętowo została włączona w skład gromady Łęczyce, poza miejscowością Dąbrówka Wielka, która weszła w skład gromady Rozłazino. Przynależność do Łęczyc utrzymano po zniesieniu gromad – wieś jest częścią tego sołectwa, wraz z Węgornią i Wielistowem.
W tym czasie powstała na bazie przedwojennej szkoły i dotychczas istniejąca w Godętowie kilkuklasowa szkoła podstawowa została zamknięta, a budynek szkolny przeznaczono na cele mieszkalne.

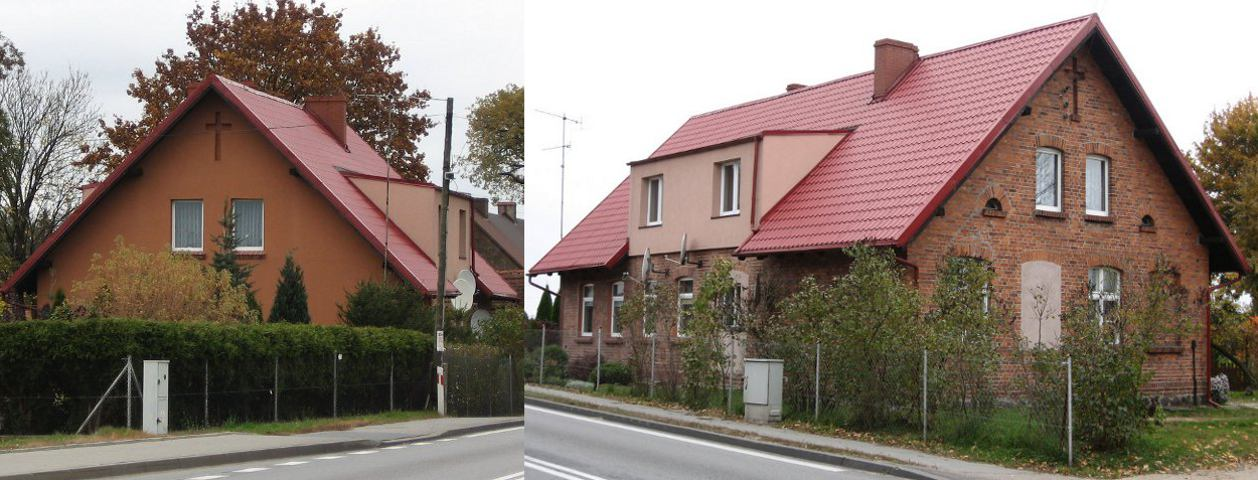
Przedwojenny budynek byłej szkoły z charakterystycznymi krzyżami

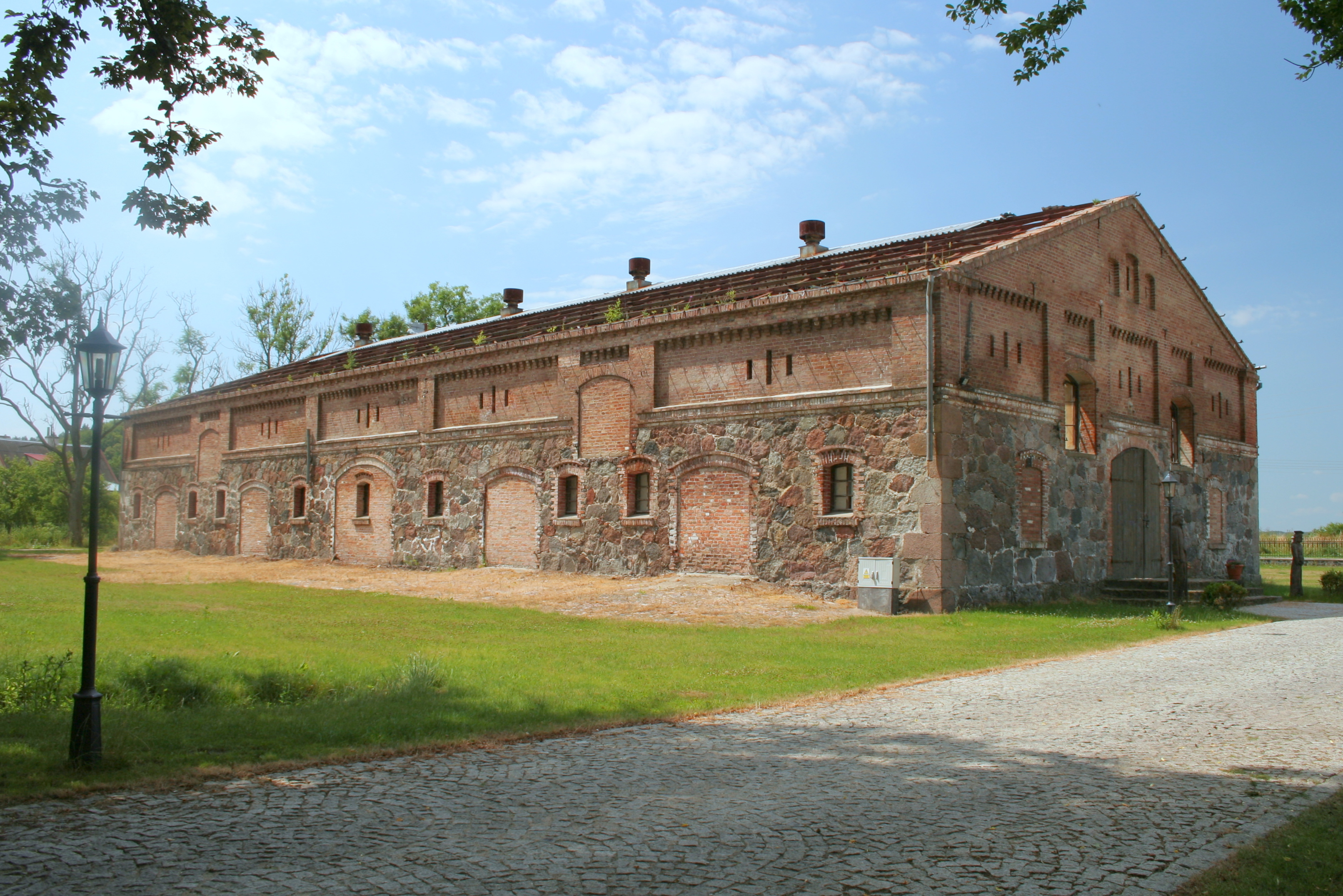
Zabudowa folwarczna przy pałacu

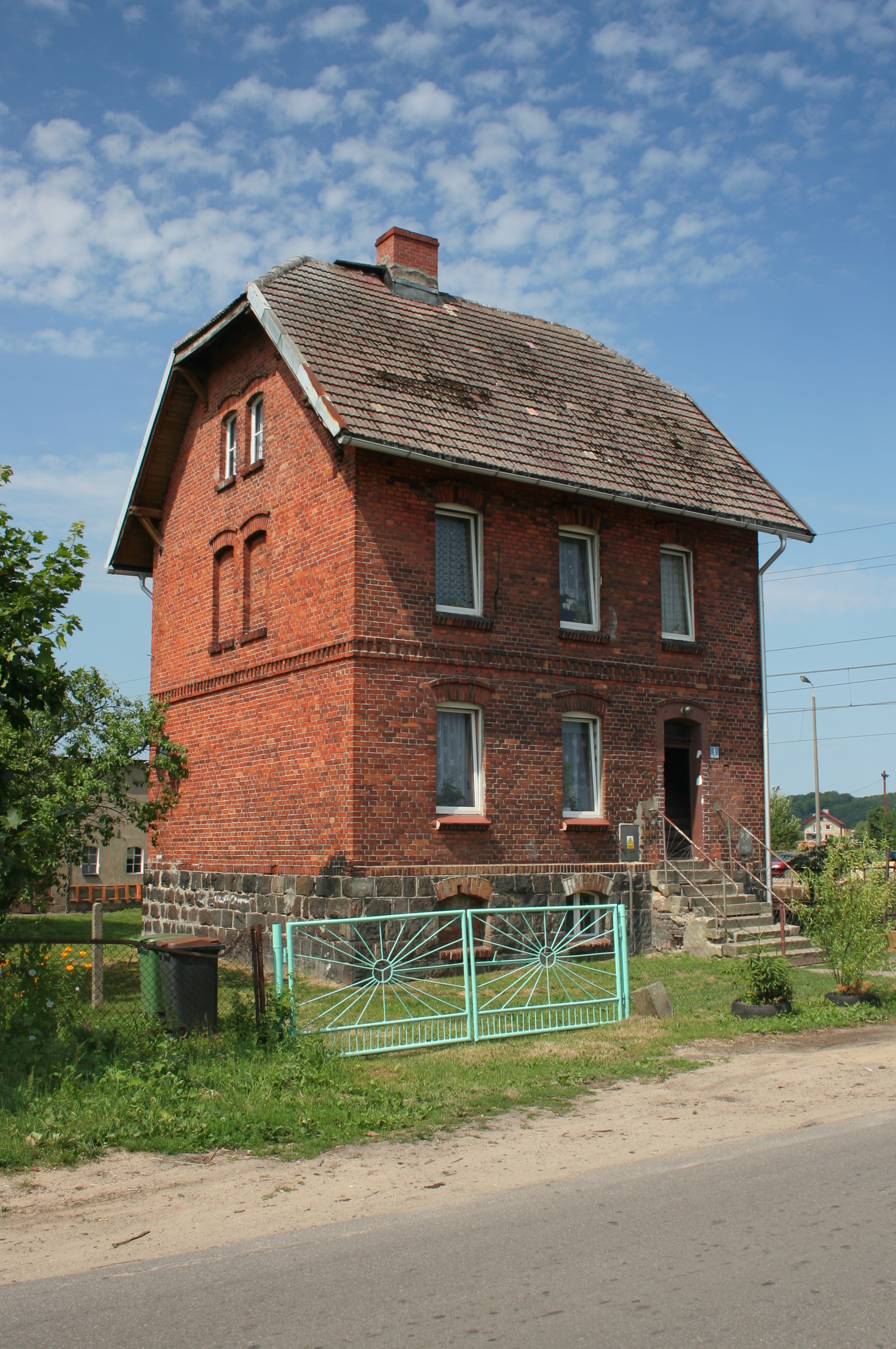
Budynek mieszkalny

W latach 1975–1998 miejscowość administracyjnie należała do województwa gdańskiego.
Obecnie miejscowość zaliczana jest do ziemi lęborskiej włączonej w skład powiatu wejherowskiego.

## Zabytki
Według rejestru zabytków NID na listę zabytków wpisany jest zespół pałacowy, nr rej.: A-267 z 3.05.1978:
- pałac, ok. 1800, nr rej.: A-267 z 12.12.1961[12]
- obora, 4 ćw. XIX w.

Inne obiekty:
- zabudowania kolejowe wokół stacji w Godętowie z przełomu XIX i XX wieku
- droga alejowa w kierunku na Rozłazino

## Sąsiednie miejscowości
- Bożepole Wielkie
- Łęczyce
- Rozłazino
- Wielistowo
- Węgornia